# Liste der Bischöfe von St. Gallen
Dies ist die Liste der Bischöfe des Bistums St. Gallen seit seiner Gründung nach der Abspaltung vom Doppelbistum Chur-St. Gallen. Die verstorbenen Bischöfe von St. Gallen sind in der Otmarskrypta im Dom von St. Gallen beigesetzt. 

## Johannes Petrus Mirer
- geboren am 2. Oktober 1778
- 1836 Apostolischer Vikar im Doppelbistum Chur-St. Gallen
- zum Bischof geweiht am 30. August 1847
- gestorben am 30. August 1862

## Karl Greith
- geboren am 25. Mai 1807
- 1842 Pfarr-Rektor
- 1847 Domdekan und Offizial
- Wahl zum Bischof am 11. September 1862
- gestorben am 17. Mai 1882

## Augustinus Egger
- geboren am 6. August 1833
- 1872 Domdekan
- Wahl zum Bischof am 25. Mai 1882
- gestorben am 12. März 1906

## Ferdinandus Rüegg
- geboren am 20. April 1847
- 1880 Residentialkanonikus und Regens
- 1889 Domdekan und Offizial
- Wahl zum Bischof am 27. März 1906
- gestorben am 14. Oktober 1913

## Robertus Bürkler
- geboren am 6. März 1863
- 1907 Residentialkanonikus und Regens
- Wahl zum Bischof am 28. Oktober 1913
- gestorben am 28. Mai 1930

## Alois Scheiwiler
- geboren am 4. April 1872
- Zentralpräsident der christlichsozialen Arbeiterorganisationen
- 1919 Residentialkanonikus und Domkatechet
- 1926 Pfarr-Rektor
- Wahl zum Bischof am 23. Juni 1930
- Weihe durch Kardinal-Staatssekretär Eugenio Pacelli am 5. Okt. 1930
- gestorben am 20. Juli 1938

## Josephus Meile
- Bürger von und aufgewachsen in Mosnang SG
- geboren am 24. Juli 1891
- 1936 Residentialkanoniker und Pfarr-Rektor
- Wahl zum Bischof am 20. September 1938
- gestorben am 6. Januar 1957

## Josephus Hasler
- geboren am 22. April 1900
- Stadtpfarrer in Wil, Ruralkanonikus
- Wahl zum Bischof am 16. April 1957
- altershalber Demission eingereicht 1975
- Amtsübergabe an den Nachfolger 1976
- gestorben am 20. Dezember 1985

## Otmar Mäder
- geboren am 15. November 1921 in Mörschwil SG
- als Pfarrer in Muolen zum Bischof gewählt am 23. März 1976
- Vorsitzender der Schweizer Bischofskonferenz 1980–1982 und 1989–1991
- Annahme der Demission am 24. September 1994
- gestorben am 25. April 2003 in St. Gallen

## Ivo Fürer
- geboren am 20. April 1930
- zum Priester geweiht am 3. April 1954
- Bischofsvikar und Domdekan
- Wahl zum Bischof am 28. März 1995
- konsekriert am 5. Juni 1995
- gestorben am 12. Juli 2022 in Gossau SG

## Markus Büchel
- geboren am 9. August 1949
- zum Priester geweiht am 3. April 1976
- Bischofsvikar und Domdekan
- Wahl zum Bischof am 4. Juli 2006
- von Rom bestätigt am 5. Juli 2006
- konsekriert am 17. September 2006

## Beat Grögli
- geboren am 20. September 1970
- zum Priester geweiht am 16. August 1998
- Wahl zum Bischof am 20. Mai 2025
- von Rom bestätigt am 22. Mai 2025
- konsekriert am 5. Juli 2025